# Tipula (Acutipula) hardeana
Tipula (Acutipula) hardeana is een tweevleugelige uit de familie langpootmuggen (Tipulidae). De soort komt voor in het Afrotropisch gebied.